# Église des Neuf-Martyrs-de-Cyzique
L'église des Neuf-Martyrs-de-Cyzique est une église orthodoxe de Moscou située dans l'arrondissement de la Presnia. Elle dépend du patriarcat de Moscou et du doyenné central de l'éparchie de Moscou. Elle se trouve grande voie des Neuf (Bolchoï Deviatinsky pereoulok). Elle est placée sous le vocable des neuf martyrs de Cyzique, martyrisés au IIIe siècle.

## Historique

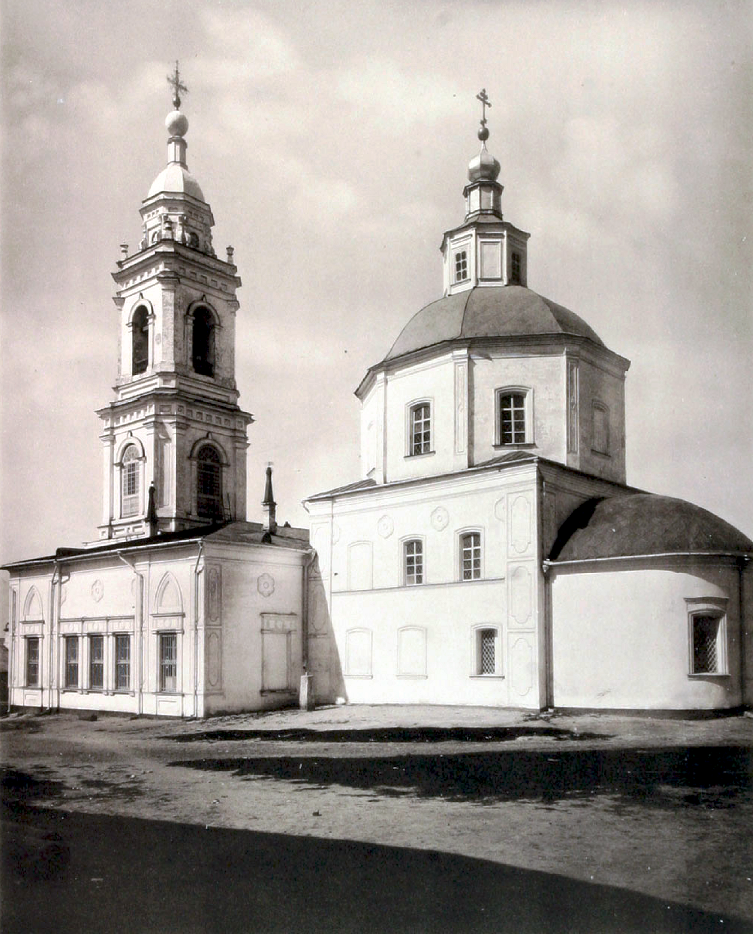
Vue de l'église en 1883.

Une première église de bois est construite en 1698, non loin du monastère Novinsky (aujourd'hui disparu). Elle est édifiée selon le vœu du patriarche Adrien (1637-1700), guéri d'une attaque de paralysie, après avoir reçu les reliques des neuf martyrs, venues récemment d'Asie mineure. Elle devient église paroissiale quelques années plus tard sous le règne de Pierre le Grand. L'église brûle sous le règne de l'impératrice Anne.
Elle est reconstruite en pierre en 1732-1735 grâce aux dons du riche marchand André Semionov. Son autel est consacré en 1736 à l'Archange Saint Michel et le maître-autel aux neuf martyrs en 1738. La même année, le réfectoire est consacré à sainte Barbe, grâce aux dons de deux bienfaitrices du nom de Varvara (Barbe ou Barbara en français) Tchelichtcheva et Varvara Nierskaïa. L'église est surmontée d'un clocher à trois niveaux en 1844. Le parvis de l'église est refait en 1889.
L'église des Neuf-Martyrs est fermée par les autorités communistes athées en 1929 au cours d'une grande campagne de procès spectaculaires contre l'Église orthodoxe qui fit de nombreuses victimes. Elle est attribuée à l'administration pénitentiaire de la ville de Moscou pour la détention de femmes, dont la prison se trouvait à côté. Ensuite, l'édifice est administré par la Guépéou pour l'exécution des peines lourdes, ce pour quoi le peuple surnomme l'endroit « l'église des fusillés ».
Dans les années 1970, l'édifice est attribué aux ateliers de la société d'État Hibrobytprom. L'église est restaurée entre 1976 et 1979. Cette année la croix de la coupole est remise.
L'église est rendue au patriarcat de Moscou en 1992. Au cours de la restauration, des fresques du milieu du XIXe siècle sont mises au jour. Le culte est rétabli en 1994. L'église retrouve son icône fondatrice en 2004. 

### Paroissiens
- Alexandre Griboïedov fut l'un de ses paroissiens dans sa jeunesse, car sa mère avait acheté non loin une maison en 1801.
- Alexandre Aliabiev habita dans la maison de sa femme boulevard Novinsky, assigné à résidence de 1843 à sa mort en 1851.

## Source
- (ru) Cet article est partiellement ou en totalité issu de l’article de Wikipédia en russe intitulé « Храм Девяти Мучеников Кизических » (voir la liste des auteurs).